# Волфорд (Ајова)
Волфорд (енгл. Walford) град је у америчкој савезној држави Ајова. По попису становништва из 2010. у њему је живело 1.463 становника.

## Демографија
Према попису становништва из 2010. у граду је живело 1.463 становника, што је 239 (19,5%) становника више него 2000. године.
| Група             | 2000.         | 2010.         |
| Белци             | 1.210 (98,9%) | 1.439 (98,4%) |
| Афроамериканци    | 3 (0,2%)      | 2 (0,1%)      |
| Азијати           | 2 (0,2%)      | 4 (0,3%)      |
| Хиспаноамериканци | 1 (0,1%)      | 9 (0,6%)      |
| Укупно            | 1.224         | 1.463         |